# Susan Bandecchi
Susan Bandecchi, née le 1er juillet 1998, est une joueuse de tennis suisse.

## Carrière
Elle remporte son premier trophée sur le circuit WTA grâce à sa victoire finale en double à Lausanne où elle fait équipe avec sa compatriote Simona Waltert.

## Palmarès

### Titre en double dames
| No | Date       | Nom et lieu du tournoi        | Catégorie | Dotation  | Surface      | Partenaire     | Finalistes                                | Score             |          |
| -- | ---------- | ----------------------------- | --------- | --------- | ------------ | -------------- | ----------------------------------------- | ----------------- | -------- |
| 1  | 12-07-2021 | Ladies Open Lausanne Lausanne | WTA 250   | 235 238 $ | Terre (ext.) | Simona Waltert | Ulrikke Eikeri Valentíni Grammatikopoúlou | 6-3, 6-73, [10-5] | Parcours |

### Finale en double dames
Aucune.

## Parcours en Grand Chelem

### En simple dames
| Année | Open d'Australie | Open d'Australie   | Internationaux de France | Internationaux de France | Wimbledon | Wimbledon        | US Open | US Open      |
| ----- | ---------------- | ------------------ | ------------------------ | ------------------------ | --------- | ---------------- | ------- | ------------ |
| 2021  | —                | —                  | Q3                       | Storm Sanders            | Q1        | A.K. Schmiedlová | Q2      | Astra Sharma |
| 2022  | Q1               | Arina Rodionova    | Q2                       | Mihaela Buzărnescu       | Q1        | Katarzyna Kawa   | —       | —            |
| 2023  | —                | —                  | Q1                       | Kaja Juvan               | Q1        | María Carlé      | —       | —            |
|       |                  |                    |                          |                          |           |                  |         |              |
| 2025  | Q1               | Polina Kudermetova | Q1                       | Solana Sierra            | Q1        | Nina Stojanović  |         |              |

N.B. : à droite du résultat se trouve le nom de l'ultime adversaire.

## Classements WTA en fin de saison
| Année          | 2016 | 2017 | 2018 | 2019 | 2020 | 2021 | 2022 | 2023 | 2024 |
| Rang en simple | 1084 | 696  | 498  | 299  | 288  | 194  | 242  | 346  | 218  |
| Rang en double | –    | 1080 | 1279 | 523  | 526  | 176  | 496  | –    | 1115 |

Source : (en) Classements de Susan Bandecchi sur le site officiel de la Fédération internationale de tennis